# Suddenly I See
Suddenly I See is een single van de Britse KT Tunstall, afkomstig van het album Eye to the telescope. Het nummer bereikte in Nederland de zeventiende plek in de Top 40 en de 1939e in de Top 2000 van 2009. Het nummer werd gebruikt voor de presidentscampagne van Hillary Clinton. Tunstall zei er het volgende over: Wat als je de soundtrackzangeres wordt van een mislukte president?.

## NPO Radio 2 Top 2000
Suddenly I See stond alleen in 2009 in de NPO Radio 2 Top 2000, op plek 1939.